# أوتمار كاراس
أوتمار كاراس (من مواليد 24 كانون الأول / ديسمبر 1957) هو سياسي نمساوي، عضو في البرلمان الأوروبي منذ عام 1999. وهو عضو في حزب الشعب النمساوي، والذي ينتمي بدوره إلى حزب الشعب الأوروبي.
شغل كاراس منصب نائب رئيس البرلمان الأوروبي مرتين، الأولى بين عامي 2012 و 2014، والثانية حالياً منذ العام 2019. وهو أيضاً عضو في لجنة الشؤون الاقتصادية والنقدية.